# Chiesa di San Lorenzo (Armio)
La chiesa di San Lorenzo è l’edificio religioso parrocchiale sito in località Armio, frazione del comune sparso di Maccagno con Pino e Veddasca, in provincia di Varese ed arcidiocesi di Milano; fa parte del decanato di Luino.

## Storia
La chiesa viene citata per la prima volta nel 1233, quando le funzioni erano celebrate da un cappellano non residente, in quanto il centro della vita religiosa della zona era, all'epoca, la chiesa di San Martino a Campagnano. Probabilmente la chiesa fonda le sue origini al XII secolo.
L'antica chiesa medievale venne sottoposta a importanti interventi strutturali dovuti probabilmente alla crescita dell'importanza del borgo di Armio. Il 24 aprile 1526 la chiesa di San Lorenzo fu consacrata dal vescovo Francesco Landino. Sicuramente la chiesa subì una ricostruzione integrale nel XVII secolo e fu nuovamente benedetta il 4 ottobre 1685, quando aveva approssimativamente le forme attuali. Il fulcro della spiritualità e devozione della chiesa erano i due altari, ancora presenti, contrapposti davanti al presbiterio: quello della Passione, a sinistra, e quello dell'Immacolata, a destra. Quest'ultimo altare e la cappella che lo ospita furono rinnovati nel 1758 con eleganti stucchi che ornavano il simulacro ligneo.
Nel 1734 fu ultimato l'altare alla destra dell'ingresso della chiesa, dedicato a San Carlo, che andò a sostituire un precedente altare di dedicazione ignota. Specularmente era presente un altro altare sul lato sinistro, ancora senza intitolazione nel 1748.
Nel 1770 fu completata la facciata dell'edificio, mentre si dovette attendere fino al 1842 per l'inizio di importanti interventi all'interno della chiesa. Nel 1846 Giovanni Lotti realizzò la bussola in legno di abete e la cantoria destinata a ospitare un organo che però non fu mai installato. I lavori di rifinitura interna proseguirono un decennio dopo con la posa della nuova balaustra e di alcuni gradini in marmo per raggiungere il presbiterio leggermente sopraelevato. In questo periodo la cappella alla sinistra dell'ingresso fu intitolata a Sant'Agnese.
Tra il 1877 e il 1890 le pareti e le volte della navata e del presbiterio furono decorate da Natale Zaccheo e Cesare Nosetti. Poco dopo, tra il 1893 e il 1895 fu messo a dimora il nuovo pavimento in marmo della navata grazie al patrocinio di don Carlo Brovelli, il quale fece anche restaurare il simulacro di San Lorenzo, che venne collocato nella cappella precedentemente intitolata a Sant'Agnese.
Dopo la realizzazione di una nuova strada carrozzabile, realizzata come conseguenza dell'istituzione del comune di Veddasca nel 1927, divenne necessario il rinnovamento della facciata: l'incarico fu affidato al geometra Pietro Sartorio che, rispettando la morfologia dell'esistente, fece realizzare una facciata divisa in due ordini sovrapposti, entrambi scanditi da quattro lesene che generano una ripartizione in tre riquadri. Contestualmente l'orologio fu spostato dalla facciata a una vela posta sopra il timpano.

## Architettura
La chiesa domina sul centro abitato di Armio e davanti a essa si apre un sagrato quadrangolare, che in passato era area cimiteriale. La facciata ha forme classicheggianti con timpano triangolare ed è il frutto di rimaneggiamenti novecenteschi. Il portale d'ingresso è ancora quello tardo-seicentesco in pietra, sormontato da due ali curvilinee terminanti a voluta. Nel registro superiore della facciata, lateralmente rispetto alla finestra centrale, si trovano due affreschi novecenteschi di Pompeo Bottini. Il campanile fu ricostruito nel 1685, ma sono ancora visibili i resti dell'antico edificio romanico.
All'interno la navata è coperta da una volta a botte, "unghiata" in prossimità delle finestre, e chiusa dal presbiterio poligonale, dal quale è possibile accedere alla sagrestia (a valle) e al campanile (a monte).